# Decumanus

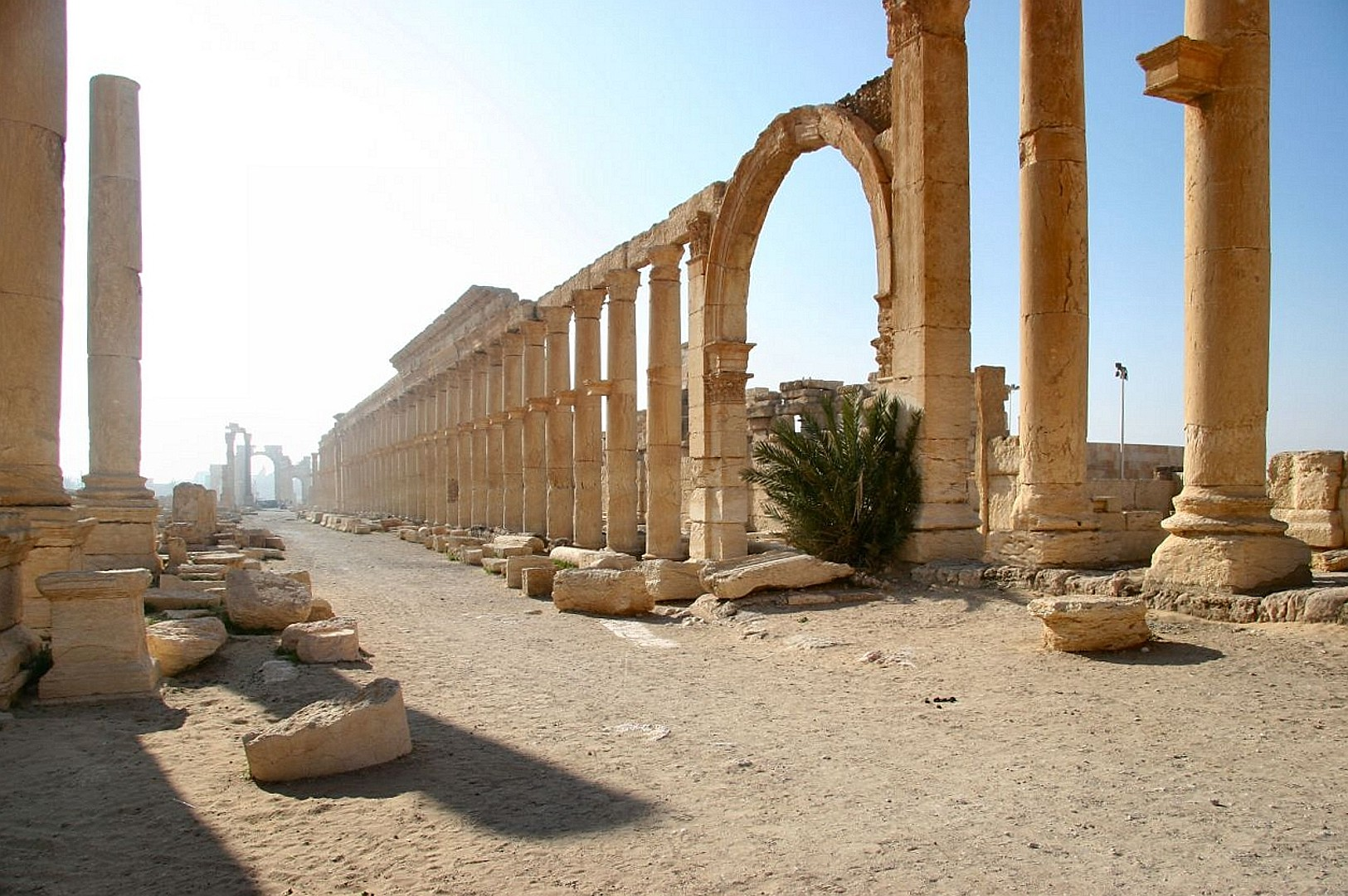
Decumanus von Palmyra

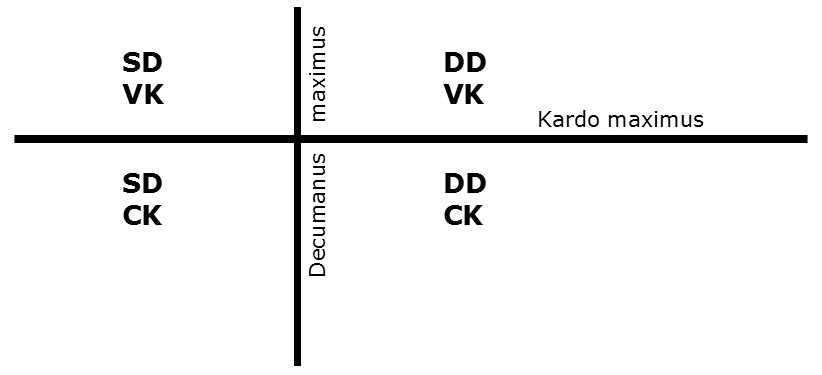
Schema von Decumanus und Kardo auf dem Katasterplan B von Orange. Westen ist oben.

Decumanus ist ein Begriff aus der römischen Landvermessung. Er bezeichnet die Ost-West-verlaufenden Linien in einem rechtwinklig angelegten Vermessungssystem.
Ursprünglich wurde der Begriff in der Kosmologie verwendet und bezeichnete die Ost-West-Achse, die als Visierlinie bei der Beobachtung der Himmelsbewegung verwendet wurde. Der Kontrapunkt ist die cardo genannte Nord-Süd-Achse. Der decumanus teilte den Himmel in eine Tag- (wo die Sonne steht, also Süden) und eine Nachthälfte (wo die Sonne nicht steht, also Norden), der cardo dagegen in eine Sonnenaufgangs- (also Osten) und eine Sonnenuntergangshälfte (also Westen). 
Mit dem groma genannten Vermessungsgerät wurde ein Koordinatensystem angelegt, das als Grundlage der weiteren anzulegenden Straßen und Parzellen der Stadt fungierte. In der gromatischen Praxis legte man einen decumanus maximus (DM), eine Hauptorientierungsachse an, die sich nicht an astronomischen, sondern topografischen Gesichtspunkten orientierte. Meist wurde der decumanus dort angelegt, wo die größtmögliche Ausdehnung einer anzulegenden Stadt möglich war, oder dort, wo es schon eine bestehende Straße gab. Die orthogonal dazu stehende Achse war der cardo maximus (CM). An diesen beiden Hauptstraßen orientierte man sich bei der Neuanlage von Städten. Der decumanus maximus wurde in einer Breite von 40 römischen Fuß (zwölf Meter) angelegt. Das entsprach immer der doppelten Breite des cardo maximus.
Der decumanus wurde auch beim Bau von Militärlagern angelegt und als prorsi („dem Feind zugewandt“) bezeichnet.